# Coelocraera orientalis
Coelocraera orientalis är en skalbaggsart som beskrevs av August Reichensperger 1930. Coelocraera orientalis ingår i släktet Coelocraera och familjen stumpbaggar. Inga underarter finns listade i Catalogue of Life.